# Poko (插畫家)
Poko（日语：ポコ），日本插畫家。出身於兵庫縣。代表作有曾經播出同名電視動畫的《死後文》（著：雨宮諒）、《三坪房間的侵略者!?》（著：健速）。

## 人物簡介
同人團體主宰，其名稱取自於出身地米菓製造販售公司－播磨屋本店的商品「朝日」。
其作品主要在《電擊文庫MAGAZINE》（ASCII Media Works）Vol.4～6插圖講座連載。

## 主要商業作品
人物設定
- DMM 同人吉祥物

插畫
- 死後文（著：雨宮諒，電撃文庫，MediaWorks／ASCII Media Works）
- （著：小林三六九，電撃文庫，MediaWorks／ASCII Media Works）
- 三坪房間的侵略者!?（著：健速，HJ文庫，Hobby Japan（日语：ホビージャパン））東立出版社
- （著：冬木冬樹，角川Sneaker文庫，角川書店／KADOKAWA）

## 主要同人作品
- 白玉糰子（狐狸耳少女）
- CHAIN:SAW（少女）

## 外部連結
- （日語）－Poko的官方個人網站。